# Rosa palustriformis
Rosa palustriformis är en rosväxtart som först beskrevs av Per Axel Rydberg, och fick sitt nu gällande namn av Andreas Voss. Rosa palustriformis ingår i släktet rosor, och familjen rosväxter. Inga underarter finns listade i Catalogue of Life.